# F.J.グルーテンドルスト

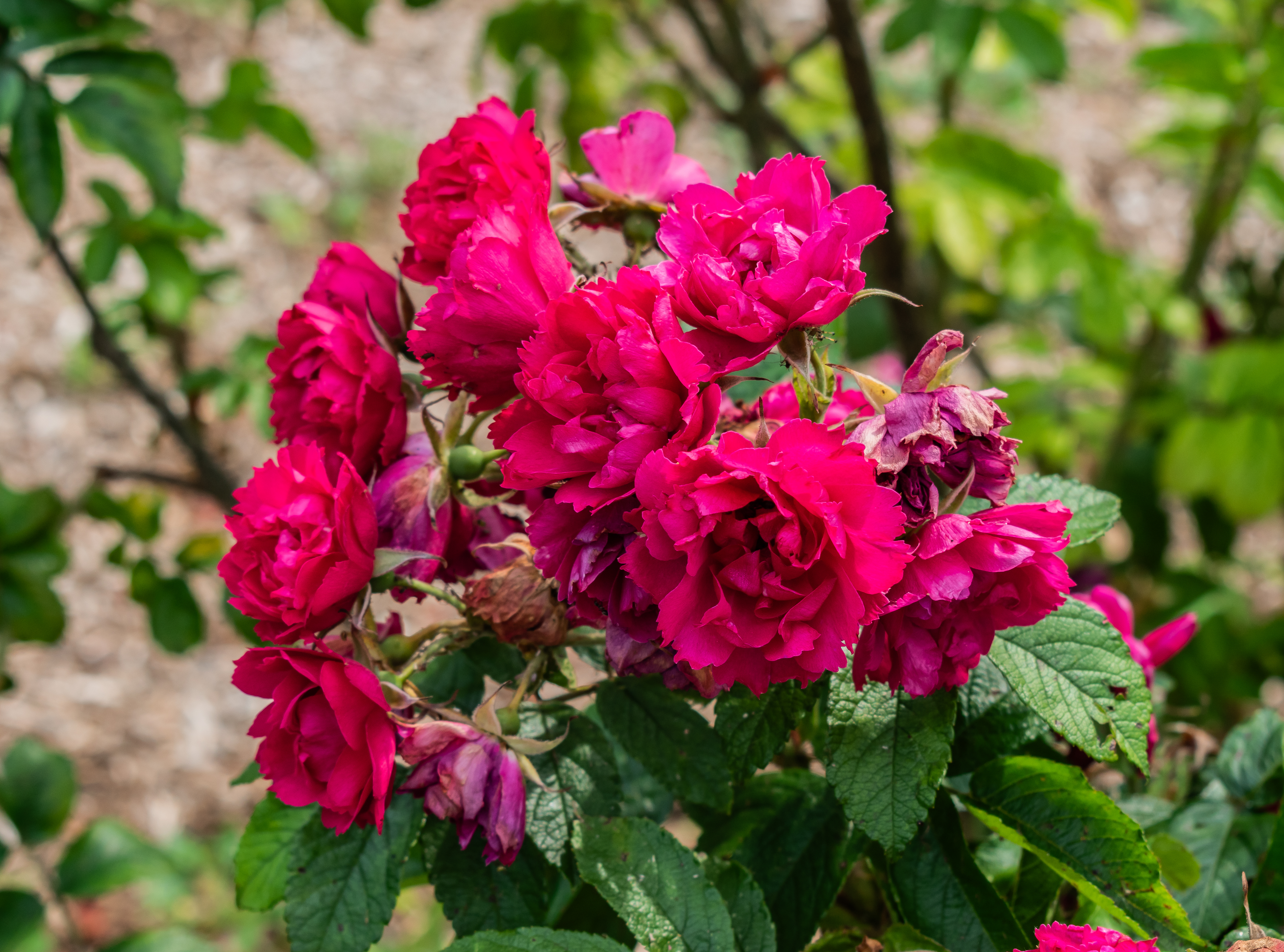
F.J.グルーテンドルスト

F.J.グルーテンドルストは、バラの園芸品種の1つ。1915年にオランダで、de Goeyによって作出された。単にGrootendorstと呼ばれたり、あるいはGrootendorst Red、Nelkenroseとの別名で呼ばれることもある。
ハイブリッドルゴサ系の四季咲き・直立性のモダンローズ。交配種はRosa rugosa rubra×ポリアンサの一種、と言われているが諸説あり、詳細は不明である。樹高は1.2m、株張り80cmになる。カーネーションのような切れ込みの入った小さな赤い花を房咲きに咲かせる。花径は4cm、花付き、花もちはともによい。花の香りは微香。耐寒性・耐暑性に優れるが、湿気には弱い。枝には、大小の鋭い棘がある。シュートがよく発生する強健種。枝数が多くなるので、他の樹木とは距離をとって植えるのがよい。

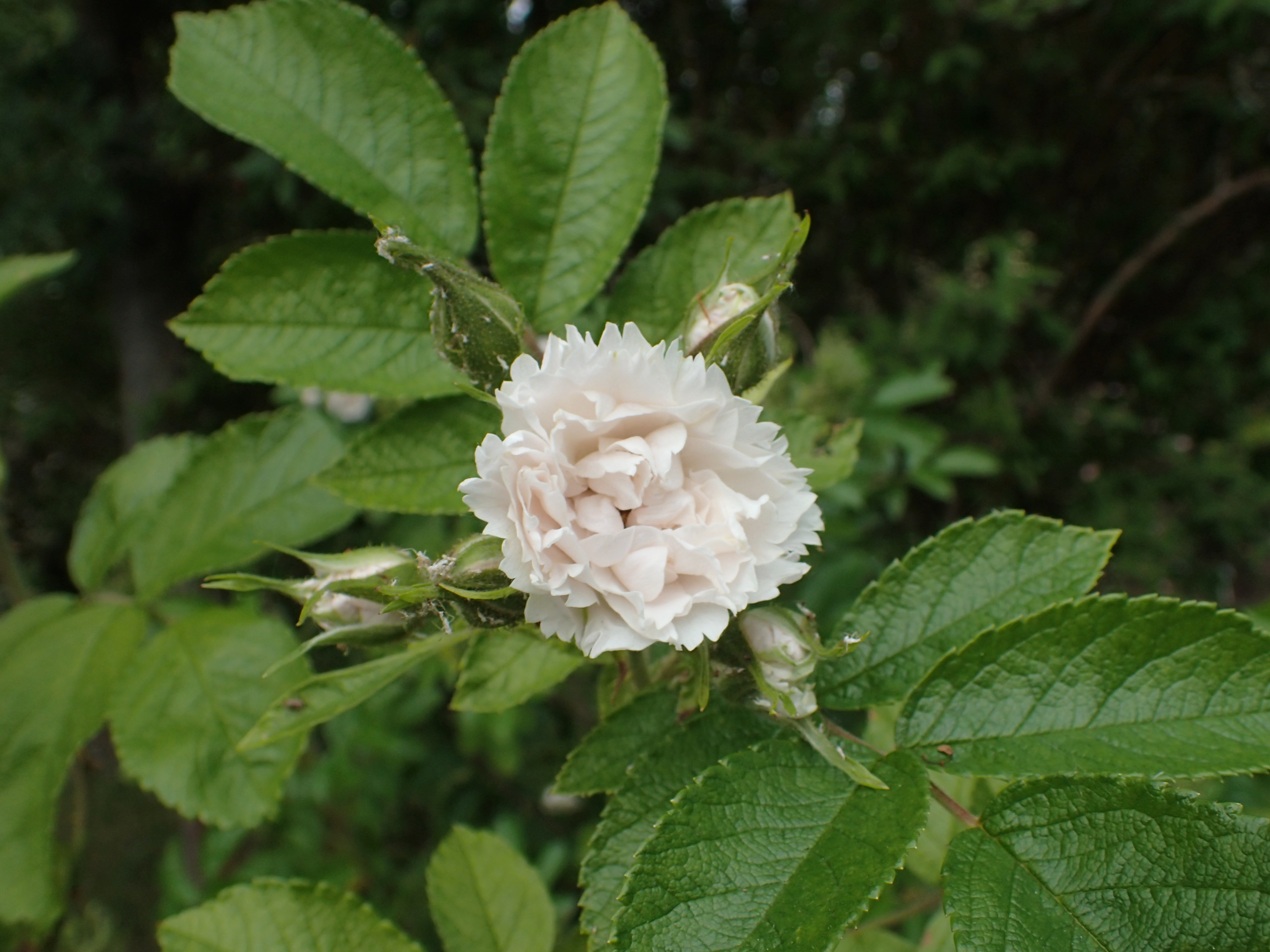
ホワイト・グルーテンドルスト

枝変わりに、グルーテンドルスト・シュープリーム、ピンク・グルーテンドルストがある。花の色はそれぞれ、より濃い赤とピンク色である。さらに、ピンク・グルーテンドルストの枝変わりのホワイト・グルーテンドルストもある。

### 注
1. ↑  1918年作出との記述もある[2]。